# Matwijowa
Matwijowa – znajdująca się na wysokości 761 m przełęcz pomiędzy położonym na zachód od niej szczytem Jarmuta (794 m) i położonym na wschód od przełęczy szczytem Czuprana (777 m) – dwoma szczytami Góry Jarmuta w Pieninach. Góra ta położona jest na północ od głównego grzbietu Małych Pienin, przełęcz Matwijowa znajduje się w odległości ok. 800 m od tego grzbietu. Poniżej przełęczy, na wschodnich stokach Czupranej, znajduje się dawna kopalnia rud srebra Bania w Jarmucie.
Matwijowa znajduje się w miejscowości Szlachtowa w województwie małopolskim, w powiecie nowotarskim, w gminie miejsko-wiejskiej Szczawnica. W rejonie przełęczy znajduje się niewielka polana. Przez przełęcz nie prowadzi szlak turystyczny, lecz można się na nią dostać drogami leśnymi. Tuż na zachód od przełęczy, na szczycie Jarmuty znajduje się przekaźnik RTV i polana Andrzejówka, czasami używana przez paralotniarzy do startu.